# François Séverin Marceau
François Séverin Desgraviers-Marceau, född den 1 mars 1769, död den 21 september 1796, var en fransk general.
Marceau skickades 1793 som kapten till Vendée för att hjälpa till att kväsa revolten. Han blev samma år på Klébers rekommendation general-en-chef för västra armén och tillfogade vendéerna ett blodigt nederlag vid Le Mans (12 december 1793). Han bidrog som divisionsgeneral till fransmännens seger vid Fleurus 1794 och kämpade 1795-96 vid Rhen. Sistnämnda år förde han en division vid Sambre- och Meusearmén, med uppgift att skydda Jourdans återtåg, och hade flera gånger drivit fienden tillbaka, då han i en strid med österrikiska jägare vid Altenkirchen (Westerwald) fick ett sår, som ändade hans liv. Marceau var en av revolutionens dugligaste krigare och lämnade ett hedrat minne efter sig. Hans födelsestad, Chartres, har rest honom en staty.